# ثلاثي أكسيد ثنائي الهيدروجين
ثلاثي أكسيد ثنائي الهيدروجين (كما يعرف باسم تريوكسيدان) عبارة عن مركب كيميائي له الصيغة H2O3 والذي يمكن كتابته على الشكل HOOOH. هذا المركب غير ثابت ويتفكك في الظروف العادية من الضغط ودرجة الحرارة. يصنف هذا المركب على أنه أكسيد للهيدروجين.

## الخصائص
يتفكك مركب ثلاثي أكسيد ثنائي الهيدروجين H2O3 إلى الماء والأكسجين.
إن التفاعل العكسي أي إضافة الأكسجين للماء لا يؤدي إلى حدوث تفاعل.
يظهر مركب ثلاثي أكسيد ثنائي الهيدروجين خواص حمضية أقوى منها لفوق أكسيد الهيدروجين، حيث يتفكك إلى البروتون H+ وOOOH-.

## التحضير
يتشكل ثلاثي أكسيد ثنائي الهيدروجين بكميات صغيرة من تفاعل الأوزون مع فوق أكسيد الهيدروجين. بشكل آخر يمكن تحضير هذا المركب من تفاعل الأوزون مع مركبات عضوية اختزالية عند درجات حرارة منخفضة بوجود مذيبات عضوية كما يحدث في عملية أنثراكينون. كما يمكن تحضير المركب من تفكك ثلاثي أكسيد المركبات العضوية.(ROOOH).
في بعض الأوساط الحيوية، يمكن للأوزون أن يؤدي إلى تشكل ثلاثي أكسيد ثنائي الهيدروجين.

## البنية
إن التحاليل الطيفية للمركب تظهر أن لثلاثي أكسيد ثنائي الهيدروجين بنية خطية منكسرة H-O-O-O-H، تكون فيها طول الرابطة O-O في مركب ثلاثي أكسيد ثنائي الهيدروجين (142.8 بيكومتر) أقصر منها في فوق اكسيد الهيدروجين (146.4 بيكومتر). يمكن أن يوجد أشكال ثنائية وثلاثية من المركب.